# 日本心霊科学協会
公益財団法人日本心霊科学協会（こうえきざいだんほうじんにほんしんれいかがくきょうかい）は、スピリチュアリズムの思想哲学や心霊現象・超常現象など精神世界を科学的に研究する、1946年設立の学術的心霊研究団体。
前身は心霊科学研究会及び東京心霊科学協会であり、浅野和三郎が設立。浅野和三郎の死後も活動を続けていたが、第二次世界大戦で活動を休止、終戦後1946年に関係者により日本心霊科学協会が設立される。1947年2月以来、機関誌『心霊研究』を毎月発行。1949年に財団法人の認可を取得し、東京都教育委員会所管となる。2012年4月1日より内閣府所管の公益財団法人となる。
目的は、心霊現象に関する諸般の科学的研究を行うと共にその成果にもとづき人生の指導原理の普及を図って人類の福祉に貢献することである。

## 沿革
- 1946年（昭和21年）12月、吉田正一（弁護士）ほか14人が発起人となって「日本心霊科学協会」が設立された。
  - 本部は吉田正一宅に置かれた。浅野和三郎設立の旧東京心霊科学協会の会員だった理学士・宮沢虎雄、工学博士・板谷松樹、工学博士・後藤以紀、人文系学者田中千代松のほか、粕川章子が有力メンバーとして参加した。そのほか理事長吉田正一の妻で、すぐれた霊的能力者であった吉田綾と、その薫陶を受けた霊的能力者たちの協力を得て、学術的研究と霊的能力による実践のバランスのとれた活動が、日本心霊科学協会の特色となった。
- 1947年（昭和22年）2月、機関誌「心霊研究」発刊。（浅野和三郎が発刊し、中断した雑誌の名を継ぐ）
- 1949年（昭和24年）「財団法人日本心霊科学協会」となる。
- 1958年（昭和33年）2月、米国シアトルのアクエリアン・ファウンデーションの物理霊媒キース・M・ラインハートの実験会を開催。
- 1960年（昭和35年） ISF（国際スピリチュアリスト連盟）に加盟。
- 1964年（昭和39年） 文京区湯島の井上富貴邸内に土地の提供を得て、家屋を建設し、本部を移転する。
- 1978年（昭和53年） 創立30周年を記念して、新宿区上落合に会館を購入し、改装のうえ移転した。（最寄り駅=西武新宿線“下落合”）
- 1990年（平成 2年）10月「心霊現象を科学的に検討するプロジェクト」を開始した。次の3つのグループで研究を推進：
- 1996年（平成 8年）8月、ISF（国際スピリチュアリスト連盟）会長ライオネル・オーエンを招いて、創立50周年記念行事を行う。「輪廻転生、未知の世界、その探究の歴史」と題して創立50周年記念講演とシンポジウムを開催した。
- 1996年（平成 8年）11月、英国ノアズアークソサエティ（「ノアの方舟協会」）の物理霊媒コリン・フライ（通称リンカーン）を招いて実験会を開催した。
- 2000年（平成12年）10月、事務局のコンピュータをインターネットに接続し、ホームページを開設した。
- 2000年（平成12年）12月、財団法人日本心霊科学協会の50年史である『創立五十周年記念特集』を出版する。
- 2002年（平成14年）6月、第1回心霊科学研究発表会を開催する。
- 2012年（平成24年）「公益財団法人日本心霊科学協会」となる。

## 創立者
- 役員 - 吉田正一（理事長）、佐藤晴久、田中千代松、麥林楢次郎、脇長男、粕川章子、北村研、滝沢良策、宮沢虎雄
- 顧問 - 浅野正恭、池沢原次郎、土井晩翠、間部詮信

## 事業
1. 心霊資料の調査、研究
2. 心霊現象の実験的研究
3. 心霊研究に関する講演会、講習会、実験会等の開催
4. 機関誌の発行及び研究と啓蒙に関する図書冊子の刊行
5. 他の心霊研究機関及び関連諸団体との連携協力
6. その他前条の目的を達するために必要な事項

## 活動
- 精神統一研修会
- 心霊医療研究会
- 祖霊祭
- 心霊研究誌の発行
- 公開月例講演会
- 心霊科学研究発表会
- 各種勉強会・講習会

日本心霊科学協会は国内外でスピリチュアリズムの思想・哲学を広めるために、活発な活動を行っている。海外との交流も盛んで、ISF（国際スピリチュアリスト連盟）主宰の2年ごとに行われる国際会議には、代表を送り、それを通じて欧米各地のスピリチュアリストと交流を行った。また超心理学等の関連分野の学会で研究成果を発表し、国内外の関連学会・友誼団体の学会誌・機関誌と「心霊研究」誌の交換を行い学術的な交流をしている。
そのほか日本心霊科学協会は、長年にわたり、心霊研究およびスピリチュアリズム関係の資料や図書の収集につとめ、現在では総数1万余冊に達している。中には歴史的な貴重本も含まれ、この種の蔵書では、日本有数を誇る。
このように日本心霊科学協会は、日本における心霊研究、スピリチュアリズム、超心理学など精神世界を探求する学術的研究団体として、広範囲にわたる活動を展開している。

### 学術的研究活動
- 思想・哲学・心理学・人間科学：
  1. 大谷宗司 理事・理事長を歴任、防衛大学校名誉教授、日本超心理学会会長、J.B.Rhine流の超心理学研究方法を普及することに努めた。
  2. 田中千代松 創設者、常任理事・理事長を歴任、大東文化大学教授[3][4]
  3. 恩田彰 評議員・理事を歴任、東洋大学名誉教授、心理学、心理学界の重鎮で創造性心理学、宗教心理学での著作多数[5][6][7][8]
  4. 佐保田鶴治 評議員を歴任、大阪大学名誉教授、インド哲学、宗教学、ヨーガ
  5. 半田栄一 評議員・理事を歴任、中央学院大学・嘉悦大学・鶴見大学などの非常勤講師を歴任、哲学・倫理学
- 文学：
  1. 三浦清宏 評議員・理事を歴任、明治大学教授、小説家、芥川賞作家[9]、心霊研究に関する作品は多数ある[10][11][12]
  2. 一柳廣孝 評議員を歴任、横浜国立大学教授[13]
  3. ミュリエル・ジョリヴェ 理事を歴任
- 医学・医師：
  1. 赤川今夫 理事を歴任
  2. 加藤博久 理事を歴任
  3. 対本宗訓 理事を歴任、僧医
  4. 鶴田光敏 理事を歴任
- 精神医学・精神科医：
  1. 佐々木雄司 理事を歴任、東京大学教授、獨協大学教授、精神医学者[14][15]
  2. 酒井和夫 評議員・理事を歴任、精神科医
- 法学・弁護士:
  1. 吉田正一 創設者、初代理事長、弁護士[16]
  2. 小川 修 評議員・理事を歴任、弁護士
- 生物学・農学・環境学:
  1. 中沢信午 評議員を歴任、山形大学教授
  2. 塩谷 勉 評議員・理事・理事長を歴任、林政学、九州大学名誉教授、医師で心霊研究家の塩谷信男の実弟
  3. 浅間一男 理事・常任理事・理事長を歴任、国立科学博物館、進化論[17]
  4. 井口博貴 理事を歴任、青森大学教授、環境教育学[18]
- 物理学:
  1. 宮沢虎雄 創設者、理事を歴任[19]
- 機械工学:
  1. 板谷松樹 理事・理事長を歴任、東京工業大学教授、陶芸家板谷波山の子息、ダンテの神曲をスピリチュアリズムの視点から解釈[19]
  2. 飯島一成 評議員・理事・理事長を歴任、企業役員、板谷松樹の弟子
- 電気・電子工学・情報工学[20]:
  1. 安藤弘平 評議員・理事を歴任、大阪大学教授、電気工学
  2. 後藤以紀 常任理事を歴任、東京工業大学教授、明治大学教授、電気試験所において日本の黎明期の電子計算機を開発、情報処理学会「コンピュータ博物館 日本のコンピュータパイオニア」殿堂入り。念写の研究を行った[21][22]。
  3. 駒宮安男 理事を歴任、九州大学教授、明治大学教授、情報処理学会「コンピュータ博物館 日本のコンピュータパイオニア」殿堂入り。ファジィ理論の研究を行った。「心霊研究」誌に、ディジタル人間とアナログ人間に関する記事を書いている。これは左脳型、右脳型に対応する。後藤以紀の弟子[23]。
  4. 川上正光 会員として精神統一研修会に参加、東京工業大学教授、同学長、長岡技術科学大学学長、真空管時代の電子工学の大家、『言志四録』注解[24]の業績は、財団法人日本心霊科学協会との関わりと精神統一研修会への参加などが、一つの基礎となっていると考えられる。
  5. 瀬尾育弐 理事を歴任、駒澤大学名誉教授、科学技術功労者表彰「文部科学大臣賞」及び紫綬褒章を受賞、医用電子工学
  6. 橋本 健 評議員・理事を歴任、電気工学、発明家、植物とのコミュニケーションを研究
  7. 吉田太郎 評議員・監事を歴任、企業役員、電気工学
  8. 綿貫理明 評議員・理事を歴任、専修大学名誉教授、電子工学・情報工学[25]、終活に関する論考もある[26][27]
- ジャーナリズム:
  1. 新倉イワオ 理事を歴任、心霊研究家
  2. 小林信正 評議員・理事を歴任、鏡視とオーブの研究を行った
- 諸分野:
  1. 吉田 寛 理事・理事長を歴任、霊的能力者、吉田綾の子息
  2. 小池博子 理事・理事長を歴任
  3. 小野七郎 評議員・理事を歴任、仙台研究会代表（仙台支部長）
  4. 岡村庄造 評議員・理事を歴任、日本石仏協会理事、高知研究会代表

### 実践的活動
日本心霊科学協会では、公益財団法人として、個別の宗派に偏らない心霊科学の立場で、すべての宗教の基礎である霊魂や意識について学び、人はどのように生きるべきか、そしてどのようにこの世を去るべきかを考える。人間の死は、現世での修行を卒業し、肉体のない霊的な世界において新たなる修行の段階に入ると考える。
人格・霊性の向上を目的として、毎日精神統一研修会を開催している。静かな清められた部屋に坐り、日頃の煩わしさから離れ心の働きをしずめ、心の深い所を見つめることにより、心の安定と精神的エネルギーの充実をもたらす。これを精神統一と呼んでいる。協会専属の霊的能力者（霊的直観力の保持者）の指導の下で行っている。そして終了後、霊的能力者により各人に生活に関する種々の忠告（霊査）が示される。
吉田綾の思想として、顕幽（顕われているものと隠されているもの、見えるものと見えざるもの）は表裏一体（顕幽一如）であり、物質の世界を深く探求すれば、心・霊の世界へ通じ、また逆に心・霊の世界を深く追求すれば、物質の世界へ通ずると説く。
「ある」（現実）と「ありたし」（理想）の差が大きければ、大きいほど人間は苦しむ。この世は因果律に従い、不自然な方法、無理な方法、不正な方法により目的を達成すれば、遅かれ早かれその報いは受ける。
吉田綾は人の背後にある高い霊と心を同調させることにより、人は幸せになれると説く。そのためには精神統一研修会に参加して自分を見つめることが大切であると指摘する。精神統一研修会の後に参加者には霊的な助言を与えた。吉田綾の薫陶を受けた霊的能力者たちが現在にいたるまで、その伝統を受け継いでいる。
吉田綾の霊的な教訓は、参事会の中村きよ子らによって編纂され、1986年吉田綾霊談集として出版された。この霊訓は会員に尊重されてはいるが、公益財団法人として、会員各自の生活の中で、自由な解釈と科学的検証に委ねられている。
吉田綾霊談集の一節は脚注のサイトで閲覧することができる。
日本心霊科学協会では、スピリチュアルな健康を希求して、医師・精神科医の指導のもと、毎月心霊医療研究会を開催している。相談を希望する会員は、心霊医療研究会において霊的能力者の面談を受けることができる。医療実績と効果に関し、長年のデータは蓄積されているが、整理された報告と評価は現在のところ完成していない。

## 地域研究会（支部）
1. 盛岡 1991年設立
2. 仙台 1979年設立 精神統一研修会とブログで活発な活動を展開[32]
3. 東京第一
4. 信越 1970年設立
5. 北陸 1969年設立
6. 福井 1974年設立 精神統一研修会とブログで活発な活動を展開[33]
7. 東海 1973年設立
8. 浜松 1982年設立
9. 関西 1966年設立
10. 中国 1971年設立（岡山）
11. 高知 1974年設立
12. 九州和乃会 1967年設立（福岡）
13. ロサンゼルス 1998年設立

## 関連文献
- 『吉田綾霊談集・上』財団法人日本心霊科学協会 参事会、1986年9月16日。OCLC 23038273。
- 『吉田綾霊談集・下』財団法人日本心霊科学協会 参事会、1986年11月15日。OCLC 23038273。
- 吉田正一・吉田綾子『顕幽歌集』財団法人日本心霊科学協会、1972年1月30日。
- 『創立五十周年記念特集 : 財団法人日本心霊科学協会（1946〜1996）』日本心霊科学協会、2000年12月15日。OCLC 676502072。全国書誌番号:21140800。